# 納爾遜縣 (北達科他州)
納爾遜县（英語：Nelson County）是美國北達科他州東北部的一個縣。面積2,613平方公里。根據美國2000年人口普查，共有人口3,715人。縣治拉科他。
成立於1883年3月2日，縣政府成立於6月9日。縣名紀念當地早期的拓荒者、達科他準州議員納爾遜·E·納爾遜。